# رودیون مالینوفسکی
رودیون یاکوفلویچ مالینوفسکی (روسی: Родио́н Я́ковлевич Малино́вский؛ زاده ۲۳ نوامبر ۱۸۹۸ – درگذشته ۳۱ مارس ۱۹۶۷) یک فرمانده ارتش اهل اتحاد جماهیر شوروی بود. او از افسران برجسته در جنگ جهانی دوم بود که در نبرد استالینگراد کمک شایانی برای شکست دادن ارتش آلمان نازی کرد.
وی همچنین در دهه‌های ۵۰ و ۶۰ میلادی به عنوان وزیر دفاع شوروی خدمت می‌کرد.